# Town of Salem
Town of Salem es un juego de estrategia de deducción social y multijugador online desarrollado y publicado por el desarrollador de juegos indies BlankMediaGames. Este fue lanzado en Steam para Windows y macOS el 15 de diciembre de 2014. La versión alpha y beta son free-to-play y se encuentran en navegador. El 14 de octubre de 2018, el juego fue lanzado para móviles iOS y plataformas Androide después de un exitoso y largo soporte en una campaña de Kickstarter. Town of Salem es nombrado como la mayor versión online del clásico social juego de fiesta de deducción Werewolf. Posee una comunidad de más de 8 millones de jugadores.
El juego está inspirado en juegos de deducción como Mafia, en la que jugadores adoptan diferentes roles de acuerdo a diferentes equipos, de una minoría desinformada y otra mayoría informada. Como lo dice el nombre, el juego toma lugar en la histórica ciudad de Salem, Massachusetts, aludiendo a los famosos juicios de caza de bruja que mato inocentes pueblerinos debido a la paranoia y la superstición. La estrategia del juego es sobrevivir y aplicar las condiciones de victoria. Los jugadores usan una combinación de la habilidad de los roles, trabajo en equipo, comunicación, deducción y engaño para ganar la victoria.
El juego tiene 49 roles únicos, incluyendo unos del The Coven Expansion Pack. Siete modos de juego y un modo personalizable están disponibles en vanilla. Los modos personalizados son Clásico, Practica Ranked, Ranked, Rápido, All Any, Rainbow, Palacio de Drácula, y Traidor de la ciudad. Son modos que tiene roles preseleccionados para el partido. El modo personalizado permite al anfitrión del partido elegir los roles disponibles. Siete es el mínimo de jugadores para las partidas Customs y Modo Rápido. Una vez que la partida empieza, los jugadores podrán crear su nombre para el partido. Si no escribieron ningún nombre, el juego les asignara un nombre para ellos. Los nombres por defectos están basados en figuras reales de Salem de los juicios de brujas. Después de eso, el juego asignara a cada jugador un rol de acuerdo al algoritmo.
En el juego vanilla, hay tres equipos: Town, Mafia y Neutral. Town y Mafia son dos equipos con sus propias condiciones para ganar. La condición de ganar para Town es ''linchar a todos los criminales y malhechores." Mientras que Mafia es «Matar a todos que no se someta a la mafia.» Los Town no están informados, lo que significa que ellos no conocen el rol de otras personas. Los jugadores Mafiosos están informados, por lo que conocen que mas personas tienen el rol de Mafia, pero no los roles de los que no son de la Mafia. Usando la habilidad del rol y la deducción, los jugadores pueden descubrir el rol de otros jugadores para facilitar la victoria. Town y Mafia solo pueden ganar si el equipo opuesto muere por completo.
Los neutrales tienen condiciones individuales para ganar que tienen que lograrse por sí mismo. Cuando un jugador neutral muere sin completar su condición de ganar, estos no podrán ganar el juego hasta que otro jugador neutral complete su condición de victoria. Algunos roles neutrales pueden sobrevivir y ganar ya sea con Town o Mafia, mientras su condición de victoria este completada. Roles neutrales de asesino, específicamente, solo pueden ganar cuando Town y Mafia son eliminados. La bruja es la única que puede ganar con cualquier rol mientras que Town pierda y ella no muera.
Un partido pasa durante tres fases principales de acuerdo al tiempo del día. Roles con habilidades en el tiempo nocturno están activos durante la noche. Todos los asesinos son cometidos durante la noche; La mafia puede hablar entre sí. Cuando el día arriba, el Town descubre los cadáveres de los pueblerinos que murieron en la noche anterior, su causa de muerte, su rol, su testamento y una nota de defunción. (Cambien es posible que nadie muera por la noche.) Otras acciones que no causan muerte (e.j. un medium hablando con el muerto, un chantajista silenciando otro jugador, un doctor curando otro jugador) no son anunciados por el juego, pero puede ser discutido por los jugadores. Una excepción es el Amnesiac quien puede "recordar" o suponer la función de un jugador muerto por la noche. 
Durante el día, los pueblerinos se encuentran en un círculo, de frente a una participación de linchamiento en el centro. Los jugadores informan a otro de que le pasó a ellos o a otros jugadores durante la noche anterior, si pueden. Dado que el juego comienza con una mayoría de ciudad, la discusión girara en torno al linchamiento de jugadores potencialmente malvado. Aunque el objetivo principal es eliminar a los jugadores malvados, la Mafia intentara engañar a Town linchando inocentes (e.j. otros jugadores del Town) y salvándose ellos mismos. Los neutrales engañan a todo el mundo ya que no están alineados con Town y Mafia, aunque algunos puede ganar con cualquier equipo,. 
Mantener una voluntad es un comportamiento predominante en el metajuego especialmente para los Towns, que no conocen el rol de otros jugadores. El testamento no lega nada a pesar de su nombre. Es usado como una forma de testimonio para probar las afirmaciones de un jugador, normalmente una afirmación de su rol. Los jugadores escriben información sobre lo que saben, lo que hicieron o lo que harán, de modo que a la hora de morir y revele su información, otros jugadores Towns podrán juntar pruebas para identificar a los ''buenos'' y a los ''malos''. El testamento se revela automáticamente después de que el jugador muere. Los usuarios malvados usualmente hacen testamentos falsos para engañar a los Towns. 
En Clásico, Preparatoria para clasificación y Modo Ranked, donde los roles están asignados para propósitos competitivos, la función del role es una importante estrategia metagame para los jugadores Towns para eliminar posibilidades. Una lista de roles disponibles o roles categóricos (e.j. Town protector, Mafioso Aleatorio, Asesino neutral) por lo que mediante el proceso de eliminación, los jugadores Town pueden determinar el rol de los demás. Sin embargo esto no es útil en el modo Cualquiera, porque en ese modo los roles son aleatorios, no categorizados, y simplemente se denominan ''Cualquiera'' en la lista de roles..
Después de la fase de discusión, los pueblerinos pueden votar para que un jugador sea puesto a prueba. Pueden votar por cualquiera que no sea ellos mismos. Tiene que ser mayoría el voto. Una vez que el jugador es elegido, este tiene un momento para defenderse, en la que solamente el puede hablar. Entonces viene la fase de juicio, en la que los pueblerinos deciden si votar Inocente o Culpable, o Abstenerse en linchar al jugador en el juicio. El voto de linchamiento tiene que pasar mayoría. Los votos de abstención no son contados. Un empate se considerara inocente en el juicio. Cuando alguien es declarado culpable en la fase de juzgar, el jugador será linchado y el día finalizará, comenzando la noche. Este proceso de votación puede repetirse mientras el tiempo lo termina, por tres veces máximo por día. El proceso de día-noche se repite hasta que una alineación sobrevive y logra las condiciones de victoria, o si el Asesino Neutral elimina a los Towns y a ls jugadores de la Mafia. Es importante tener en cuenta que múltiples Asesinos Neutrales pueden ganar entre sí, pero diferentes Asesinos Neutrales tienen que eliminarse entre sí.
El paquete de expansión The Coven introduce un nuevo equipo, el Coven, que tiene una condición de  victoria como los Towns y Mafia. También añade tres modos de juego exclusivos: Rivals, Lovers y VIP. Sin embargo, se ha eliminado Rivals. Hay equivalentes de Coven en los modos de juegos vanilla, excepto Rainbow, el Palacio de Drácula y Rapid.

## Desarrollo
BlankMediaGames LLC fue fundado por Josh Brittain y Blake Burns el 1 de febrero de 2014, con un equipo de trabajo de dos programadores, dos artistas y un diseñador de sonido. Su misión era brindar un juego online basado en Werewolf y Mafia al mercado. Una campaña de Kickstarter empezó el 14 de febrero de 2014, para desarrollar Town of Salem. Después de treinta días, se recaudo $17,190, superando la meta de $15,000.
Mientras el desarrollo avanzaba con más donaciones, más mecánicas y funciones eran añadidos. El 13 de septiembre de 2014, los desarrolladores empiezan una campaña de recaudación para un lanzamiento en Steam, que sería el lanzamiento oficial después de la versión alpha y beta. LA recaudación terminó en 35 días, consiguiendo $114,197 de 7,506 contribuyentes, superando la meta de $30,000. La versión de Steam fue lanzada el 14 de diciembre.

### Puertos
El 31 de marzo de 2016, otra campaña de Kickstarter empezó después de la versión móvil del juego. La beta estaba destinada para dispositivos tablet en plataforma iOS y Android, que luego se transportara a los dispositivos móviles. El proyecto original para un puerto móvil uso Adobe AIR ya que el juego original usa Adobe Flash. Los desarrolladores encontraron el software lento, así que reescribieron el juego desde cero en C++. La recaudación destino el soporte al desarrollo para una versión móvil del juego. El 28 de septiembre de 2018, después de dos años de desarrollo, un tráiler de lanzamiento para móviles fue lanzado en YouTube. El juego, ahora utilizando un código base Unity, fue lanzado free-to-play en la App Store y Google Play el 14 de OCtubre. Presentó una amplia revisión de la UI a una que era más ergonómica, tenía más animaciones y mejoraba, y mejores gráficos..
El 2 de abril de 2019, BlankMediaGames anuncio el desarrollo de una versión Unity en el navegador y en el juego Steam debido a la descontinuación de Adobe Flash Player en 2020. La versión beta opt-in se lanzó el 24 de julio en Steam. El 28 de octubre de 2019, el cliente Unity en Steam fue oficialmente lanzado. El anterior juego en navegador free-to-play en flash estuvo disponible por varios meses después. El 28 de mayo de 2020, el cliente de navegación también fue actualizado para usar el Unity Engine

### Town of Salem – Juego de Carta
El 15 de abril de 2016, una recaudación comenzó por una versión de juego de cartas de Town of Salem. Recaudo $389,005 de 9,551 partidarios en 30 días, y tuvo una meta objetivo de $10,000. A diferencia del videojuego en computadora que modera y genera roles para cada usuario, el juego de cartas requiere un rol de moderador, cuya función es la computadora del videojuego, como cambiar los ciclos día-noche y asignar un rol a cada jugador. La labilidad del juego de cartas es más al original juego Mafia, en la que cada jugador cierra sus ojos durante la noche y toma turnos para usar sus habilidades.

### The Coven
El 16 de mayo de 2017, la expansión The Coven fue anunciada. La expansión añadió una nueva facción, The Coven, y quince roles nuevos. La bruja original fue reemplaza por el Lider Coven. Otros roles Coven incluyen el Hex Master, Poisoner, Potion Master, Medusa y Necromancer. El Town recibió cuatro roles nuevos: Crusader, Tracker, Trapper, and Psychic. La mafia recibió dos roles nuevos: Ambusher y Hypnotist. La alineación neutral consiguió tres roles nuevos: Guardian Angel, Pirate, y Plaguebearer. Tres modos de juego añadido: Coven VIP, Lover y Rivals. A diferencia del juego vanilla, esta expansión no es free-to-play. Para jugadores que pagaron por la versión Steam del Juego, el precio es la mitad. Fue lanzado mediante Steam el 6 de junio

### Filtracion de datos
Una filtración de datos que afecto a 7.6 millones de jugadores de Town of Salem fue revelado en un correo a la firma de seguridad DeHashed el 28 de diciembre de 2018. La filtración involucro un compromiso de los servidores y el acceso a la base de datos que incluía 7,633,234 correos electrónicos únicos. La base de dato contenía direcciones de IP, contraseñas e información de pago. Varios usuarios que pagaron por funciones premium reportaron que sufrieron una violación de su información de facturación y datos. El reportero investigador Brian Krebs atribuyó el ataque al grupo de hackers Apophis Squad, ua banda que hizo amenazas de bomba contra colegios y lanzó ataques DDoS.

## Recepción
En 2020, PC Gamer nombró Town of Salem uno de los mejores juegos free-to-play en navegador. Innes McVey de Game Skinny califico el juego con siete estrellas de diez, diciendo, «Town of Salem es un buen juego adaptado a Mafia y juegos de partida como Werewolf, pero tristemente retiene el asunto de su inspiración(s)...»
Matt Cox de Rock, Papel, Shotgun llamó el juego "un juego de rol oculto en línea sin amigos ni ojos, y un montón de tonterías."